# Okręg Haines
Okręg Haines (ang. Haines Borough) – skonsolidowane miasto-okręg (ang. consolidated city-borough) w Stanach Zjednoczonych położony w stanie Alaska. Utworzony w roku 1968.
Zamieszkany przez 2508 osób. Największy odsetek ludności stanowi ludność biała (83,2%) oraz rdzenni mieszkańcy (9,2%).

## CDP
- Covenant Life
- Excursion Inlet
- Haines
- Lutak
- Mosquito Lake
- Mud Bay